# Красив ум
„Красив ум“ (на английски: A Beautiful Mind) е американски биографичен филм от 2001 година на режисьора Рон Хауърд. Сценарият на Акива Голдсмън е адаптация на книгата на Силвия Назар A Beautiful Mind (1999). Филмът е с продължителност 135 минути.
Филмът разказва за живота на математика и нобелов лауреат по икономика Джон Наш и свързаните с неговото заболяване от шизофрения преживявания. Историята във филма се отклонява от действителните събития. В него участват Ръсел Кроу, Ед Харис и Дженифър Конъли.

## Успехи
Филмът печели четири „Оскара“: за най-добър филм, най-добра режисура, най-добра поддържаща женска роля и най-добър адаптиран сценарий.

## „Красив ум“ в България
В България филмът се излъчва на 11 декември 2010 г. по Нова телевизия. Дублажът е от Арс Диджитал Студио. Екипът се състои от:
| Преводач             | Мая Илиева                                                                 |
| Озвучаващи артисти   | Татяна Захова Владимир Пенев Николай Николов Светломир Радев Симеон Владов |
| Режисьор на дублажа  | Яна Янева                                                                  |
| Техническа обработка | Арс Диджитал Студио                                                        |
| Тонрежисьор          | Михаил Михайлов                                                            |